# Pikanchi Double
Pikanchi Double, reso graficamente come PIKA★★NCHI DOUBLE, è un brano musicale del gruppo musicale giapponese Arashi, pubblicato come loro dodicesimo singolo il 18 febbraio 2004. Il brano è incluso nell'album Iza, Now!, quinto lavoro del gruppo. Il singolo ha raggiunto la prima posizione della classifica Oricon dei singoli più venduti in Giappone, vendendo 136.603. Il singolo è stato certificato disco d'oro. Il brano è stato utilizzato come tema musicale del film PIKA☆☆NCHI LIFE IS HARD Dakara HAPPY.

## Tracce
CD Singolo JACA-5013
1. PIKA★★NCHI DOUBLE
2. Gorimuchuu (五里霧中)
3. Michi DOUBLE Ver. (道) (Limited Edition only)
4. PIKA★★NCHI DOUBLE (Original Karaoke)
5. Gorimuchuu (Original Karaoke)

## Classifiche
| Classifica (2004) | Posizione più alta |
| ----------------- | ------------------ |
| Giappone (Oricon) | 1                  |